# Seznam hvězd v souhvězdí Honicích psů
Toto je seznam významných hvězd v souhvězdí Honicích psů (Canes Venatici). Hvězdy jsou seřazeny podle zdánlivé magnitudy.